# V vrtincu (film)
V vrtincu (angleško Gone with the Wind) je ameriški epski zgodovinsko dramsko romantični film iz leta 1939, posnet po istoimenskem romanu Margaret Mitchell iz leta 1936. Režiral ga je Victor Fleming, produciral pa David O. Selznick iz Selznick International Pictures. Zgodba je postavljena na Ameriški Jug v čas ameriške državljanske vojne in obdobja rekonstrukcije. Scarlett O'Hara, trmasta hči lastnika plantaže v Georgii, si prizadeva za romantično zvezo z Ashleyjem Wilkesom, ki je poročen s svojo sestrično Melanie Hamilton, ona pa kasneje z Rhettom Butlerjem. V glavnih vlogah nastopajo Vivien Leigh (Scarlett), Clark Gable (Rhett), Leslie Howard (Ashley) in Olivia de Havilland (Melanie).
Produkcija filma je bila težavna od začetka. Snemanje se je zamaknilo za dve leti, ker si je Selznick za vlogo Rhetta Butlerja na vsak način želel Gablea, na razpis za igralko za upodobitev Scarlett pa se je prijavilo 1400 kandidatk. Prvotni scenarij je napisal Sidney Howard, toda več piscev ga je popravljalo, da bi ga skrajšali na primerno dolžino. Prvotni režiser George Cukor je bil odpuščen kmalu po začetku snemanja, nadomestil ga je Fleming, ki ga je tudi kmalu zaradi izčrpanosti začasno zamenjal Sam Wood.
Film je bil premierno prikazan 15. decembra 1939 v Atlanti in bil dobro sprejet s strani kritikov, vseeno jih je nekaj film označilo za preveč razvlečenega. Hvalili so igralsko zasedbo, posebej Leighovo so označili za odlično izbiro za Scarlett. Na 12. podelitvi oskarjev je film prejel deset nagrad, od tega osem tekmovalnih in dve častni iz trinajstih nominacij. Prejel je oskarje za najboljši film, najboljšo režijo (Fleming), najboljši prirejeni scenarij (posthumno Howard), najboljšo igralko (Leigh) in najboljšo stransko igralko (Hattie McDaniel, ki je kot prva Afroameričanka dobila oskarja). Podrl je takratni rekord za število prejetih nominacij in oskarjev.
Film je že kmalu po začetku predvajanja postal velika uspešnica. Postal je najdonosnejši film vseh časov do tedaj in to ostal več kot četrt stoletja. Ob upoštevanju inflacije pa je še vedno najdonosnejši film vseh časov. V 20. stoletju je bil večkrat ponovno izdan in se zasidral v popularno kulturo. Velja za enega najboljših filmov vseh časov, Ameriški filmski inštitut ga je leta 1998 uvrstil na četrto mesto lestvice stotih najboljših ameriških filmov AFI's 100 Years...100 Movies. Leta 1989 ga je ameriška Kongresna knjižnica med prvimi izbrala za ohranitev v okviru Narodnega filmskega registra zavoljo njegove »kulturne, zgodovinske ali estetske vrednosti«.

## Vloge
Tara
- Thomas Mitchell kot Gerald O'Hara
- Barbara O'Neil kot Ellen O'Hara
- Vivien Leigh kot Scarlett O'Hara
- Evelyn Keyes kot Suellen O'Hara
- Ann Rutherford kot Carreen O'Hara
- George Reeves kot Stuart Tarleton[1]
- Fred Crane kot Brent Tarleton
- Hattie McDaniel kot Mammy
- Oscar Polk kot Pork
- Butterfly McQueen kot Prissy
- Victor Jory kot Jonas Wilkerson
- Everett Brown kot Big Sam

Twelve Oaks
- Howard Hickman kot John Wilkes
- Alicia Rhett kot India Wilkes
- Leslie Howard kot Ashley Wilkes
- Olivia de Havilland kot Melanie Hamilton
- Rand Brooks kot Charles Hamilton
- Carroll Nye kot Frank Kennedy
- Clark Gable kot Rhett Butler

Atlanta
- Laura Hope Crews kot teta Pittypat Hamilton
- Eddie Anderson kot stric Peter
- Harry Davenport kot dr. Meade
- Leona Roberts kot ga. Meade
- Jane Darwell kot ga. Merriwether
- Ona Munson kot Belle Watling

manjše stranske vloge
- Paul Hurst kot dezerter Yankee
- Cammie King Conlon kot Bonnie Blue Butler
- J. M. Kerrigan kot Johnny Gallagher
- Jackie Moran kot Phil Meade
- Lillian Kemble-Cooper kot Bonniejina med. sestra
- Marcella Martin kot Cathleen Calvert
- Mickey Kuhn kot Beau Wilkes
- Irving Bacon kot stotnik
- William Bakewell kot častnik na konju
- Isabel Jewell kot Emmy Slattery
- Eric Linden kot amputiranec
- Ward Bond kot Tom
- Cliff Edwards kot ležeči vojak
- Yakima Canutt kot upornik
- Louis Jean Heydt kot lačni vojak
- Olin Howland kot poslovnež
- Robert Elliott kot major Yankeejev
- Mary Anderson kot Maybelle Merriwether